# Demyelinisation
Demyelinisation, auch Entmarkung genannt, bezeichnet den Verlust von Myelinscheiden. Myelinscheiden umgeben viele Nervenfasern (Axone von Nervenzellen) und dienen einer höheren Nervenleitgeschwindigkeit. 
Sind mehrere Nervenzellen betroffen, kann dies diffus oder herdförmig geschehen. Die Erkrankungen, bei denen dieses Phänomen auftritt, werden als demyelinisierende Erkrankung oder Entmarkungskrankheiten bezeichnet, die häufigste dieser Erkrankungen ist die Multiple Sklerose.
Die Zerstörung des Myelins im zentralen oder peripheren Nervensystem – in der markbildenden Glia oder den Markscheiden – kann sowohl bei den erwähnten Entmarkungskrankheiten wie auch nach einer primären Schädigung der Nervenzellkörper oder deren Axone erfolgen.
Als Ursachen kommen entzündliche, immunpathologische, toxische u. a. Vorgänge infrage.